# Ascogaster gracilisa
Ascogaster gracilisa är en stekelart som beskrevs av Ji och Chen 2003. Ascogaster gracilisa ingår i släktet Ascogaster och familjen bracksteklar. Inga underarter finns listade.